# Villagarda
Villagarda es un despoblado medieval cuyo término fue agregado a Alpeñés y Torre los Negros, según opinó Jordán de Asso y posteriormente Esteban Abad. De igual modo Sebastián Miñano cita en su Diccionario geográfico-estadístico de España y Portugal la existencia de una pardina que se llamaba Villagarda en Alpeñés, localidad históricamente integrada en la Comunidad de Aldeas de Daroca. 

## Ubicación
Miñano recoge que la pardina de Villagarda se situaba a la distancia de 1 legua. La descripción hecha en 1560 por los vecinos de Alpeñés de la dehesa que en tiempos había perteneció a Villagarda sitúa el poblado en un área más concreta entre Alpeñés y Torre los Negros, pues al realizarse la mojonación de la pardina se citaba el topónimo de la Herrera que todavía encontramos a día de hoy en el término de Alpeñés cerca del límite con el municipio de Torre los Negros, junto a la ermita de San Miguel.

## Historia
En 1334 Alfonso IV le concedió a Villagarda una moratoria junto con otras poblaciones de la sesma de Barrachina, hecho que hace pensar que la situación económica de la zona debía ser pésima. Aun así en 1339 la localidad seguía habitada. La principal información sobre la localidad procede de un escrito de 1560 en que se citaba la concesión de una dehesa por Pedro IV en dicho año a Alpeñés, Torre los Negros, Portalrubio, Villagarda y Carçuela, de lo que se deduce que todos estos lugares se encontraban situados en la misma área. La aldea pudo desaparecer en los años siguientes ya que Villagarda ya no aparece en el moravedí de 1373.
Carreras Asensio recoge que en 1552 cuando el visitador del Arzobispado de Zaragoza visitó Alpeñés, ordenaría que:“ reparen la Hermita del Glorioso Sant Christóbal y en la Hermita de Sant Miguel de Villagarda reparen un agujero y rotura que hay junto al altar y hagan una ventana con una reja fuerte” , no sabemos que relación tendría concretamente este templo con la desaparecida Villagarda, pero por su nombre parece que se situaría en el término del despoblado, y que estaría situada en la parte del mismo encomendada a Alpeñés ya los gastos de reparación correrían a cargo de dicho pueblo.
En ese el documento de 1560 se dice que la parte de la dicha dehesa que correspondió a Villagarda se encontraba entonces dividida entre Alpeñés y Torre los Negros: “que la dicha dehessa tenían los de Villagarda fue dividida y aplicada para entre los concejos de los lugares de Alpenes y Torre los Negros tienen y posseen por dehessa vedada y guardando la parte de la dicha dehessa cupo al dicho lugar de Villagarda cual haun e que entonces era lugar poblado ahora es pardina y lugar despoblado por títulos dichos legítimos la parte que les pertenesció en la dehessa del monte ahora pertenece como dicho es a los dichos concejos de Alpenes y Torre los Negros”. Ambos pueblos afirman poseer una parte de la dicha dehesa que perteneció a Villagarda, aunque lo lógico sería pensar que esta dehesa como el resto de la pardina pertenecería en realidad a la Comunidad de Aldeas de Daroca, que se la arrendaría a dichas aldeas por un precio de 175 sueldos anuales.